# Barriopsis
Barriopsis is een geslacht van schimmels behorend tot de familie Botryosphaeriaceae. De typesoort is Barriopsis fusca. 

## Soorten
Volgens Index Fungorum telt het geslacht vijf soorten (peildatum januari 2022):
| Soortnaam                    | Auteur(s)                          | Publicatiejaar |
| ---------------------------- | ---------------------------------- | -------------- |
| Barriopsis archontophoenicis | S. Konta, Boonmee & K.D. Hyde      | 2016           |
| Barriopsis iraniana          | Abdollahz., Zare & A.J.L. Phillips | 2009           |
| Barriopsis stevensiana       | A.J.L. Phillips & Pennycook        | 2017           |
| Barriopsis tectonae          | Doilom, L.A. Shuttlew. & K.D. Hyde | 2014           |
| Barriopsis thailandica       | Dissan., Senan. & K.D. Hyde        | 2017           |